# Hard Cash – Die Killer vom FBI
Hard Cash – Die Killer vom FBI (englischer Alternativtitel: Run for the Money) ist ein Thriller von Predrag Antonijević aus dem Jahr 2002.

## Handlung
Thomas Taylor saß bereits im Gefängnis. Er und seine Komplizen rauben aus einem Wettbüro zwei Millionen Dollar. Es stellt sich heraus, dass das Büro dem FBI-Agenten Mark C. Cornell dazu diente, Gelder aus illegalen Aktivitäten zu waschen. Die Geldscheine sind markiert.
Cornell fordert die Rückgabe des Geldes. Er entführt die Tochter von Taylor. Rock, einer der Diebe, wird getötet.

## Kritiken
- Ryan Cracknell schrieb im „Apollo Movie Guide“, dass der Film eine Nachahmung des besseren Films Ein einfacher Plan sei. Die Dialoge seien eine „K-Mart-Version der Dialoge von Tarantino“. Cracknell bemitleidete Christian Slater, der am Anfang seiner Karriere Potential zeigen würde und derzeit nur Nebenrollen oder Rollen in den Videofilmen spiele.[1]
- Christopher Null schrieb auf www.filmcritic.com, dass weder die Handlung noch die Darsteller schlecht seien. Der Film sei kaum Kunst oder etwas der Kunst Nahes.[2]

„Die Starbesetzung lässt trotz etwas behäbiger Inszenierung keine Langeweile aufkommen, zumal zwischen den Verfolgungsjagden und zurückhaltend eingesetzten Brutalitäten immer wieder parodistischer Humor aufblitzt. Nette Unterhaltung ohne Tiefgang.“

## Hintergrund
Der Thriller wurde in Bulgarien gedreht.